# Drapeau de Baton Rouge
Le drapeau de Baton Rouge contient un champ rouge avec un petit bouclier et un texte cursif indiquant « Baton Rouge ». Le drapeau actuel est adopté en 1995 par le conseil municipal, remplaçant un drapeau plus ancien qui était utilisé depuis 1968.

## Histoire

Premier drapeau de Baton Rouge (1968–1995).

La ville adopte son premier drapeau le 11 décembre 1968, sur la recommandation d'un comité de drapeaux établi par le maire W. W. Dumas. Il se composait d'un champ vert émeraude avec le sceau de la ville au centre, qui comprenait un château pour l'Espagne, un lion pour l'Angleterre et la fleur de lys pour la France. Le drapeau est remplacé par le design actuel le 13 décembre 1995,.

## Conception
Le drapeau a un champ cramoisi représentant les mâts de couleur rouge érigés par les Amérindiens le long du fleuve Mississippi d'où le nom de la ville est dérivé. L'écusson en bas à gauche utilise le rouge, le blanc et le bleu, représentant les couleurs des États-Unis. Le coin supérieur gauche de l'écu est la fleur de lys représentant la France, le coin supérieur droit est un château tiré du drapeau du royaume de Castille, représentant l’Espagne, et la partie inférieure est le drapeau de l'Union du royaume de Grande-Bretagne d’avant 1801. Les armoiries englobent les emblèmes des trois pays européens dont les drapeaux ont flotté sur Baton Rouge. Le nom « Baton Rouge » en blanc apparaît en bonne place sur le fond de pourpre.